# Convair F2Y Sea Dart
Конвэр F2Y «Си дарт» (англ. Convair F2Y Sea Dart — «морской дротик») — экспериментальный реактивный гидросамолёт-истребитель. Оснащён водными лыжами для глиссирования на взлёте и посадке. Разработчик и производитель — Convair (подразделение General Dynamics). Программа испытаний — 1953—1957. Построено пять прототипов. Предназначался для прикрытия стратегического реактивного гидросамолёта-бомбардировщика Martin P6M SeaMaster, проектируемого параллельно.

## Разработка
В начале программы разработки атомные бомбы весили около 15 тонн, и используемые для их доставки стратегические бомбардировщики требовали очень длинных аэродромов, которые противник мог легко уничтожить первым ударом. ВВС начало проект, который делал стратегическую авиацию независимой от аэродромов - глиссирующий бомбардировщик Martin P6M SeaMaster и глиссирующий истребитель Convair F2Y Sea Dart для его прикрытия. Была разработана и испытана система дозаправки гидросамолётов от подводного танкера, в том числе из подводного положения
Самолёт был разработан компанией Convair в рамках заказа флота (1948) на создание сверхзвукового перехватчика. В то время существовал скептицизм по поводу успешного использования сверхзвуковых самолётов на авианесущих кораблях (в частности, поэтому все корабельные самолёты этого периода были дозвуковыми). Проблемы виделись в большом разбеге и пробеге сверхзвуковых самолётов и их большой скорости посадки.
Ряд решений этих проблем предполагал создание реактивного гидросамолёта-истребителя. По такой схеме был выполнен и проект самолёта F2Y Sea Dart.
Проект Convair был одобрен, постройка двух прототипов заказана в конце 1951. Ещё до полёта первого прототипа была заказана серия из 12 машин. Хотя на построенные самолёты не устанавливалось какого-либо вооружения, в перспективе планировалось вооружить самолёты четырьмя 20-мм пушками и неуправляемыми ракетами.

## Конструкция
Прототип имел треугольное крыло, водонепроницаемый корпус и гидролыжи для взлёта и посадки на глиссировании. В неподвижном состоянии или на малой скорости самолёт удерживался на воде за счёт водоизмещающего корпуса, при этом задняя кромка крыла касалась воды. На взлётном глиссировании, по достижении скорости 16 км/ч гидролыжи опускались вниз, поднимая корпус над водой: после взлёта они подтягивались к корпусу.
В качестве двигателей предполагались два турбореактивных форсажных Westinghouse XJ46-WE-02 с воздухозаборниками, расположенными высоко над крылом, во избежание попадания воды. Двигатели не были готовы к испытаниям, и прототип полетел с двумя ТРД Westinghouse J34-WE-32, которые обеспечивали лишь половину проектной мощности.
На прототипы устанавливались различные конфигурации лыж. Первый самолёт был оснащен одной лыжей (что оказалось наиболее удачной схемой), второй прототип — двумя. Устанавливались и другие варианты конфигурации лыж.

## Испытания
Первый полёт выполнен 9 апреля 1953 года ведущим лётчиком-испытателем фирмы Э. Шэнноном. Разбег самолёта составил почти 2 километра, скорость отрыва от воды составляла 230 км/час. В ходе полётов обнаружились значительные проблемы самолёта: недостаточная тяговооруженость, сильные вибрации и удары на глиссировании, невозможность горизонтального полёта на сверхзвуковой скорости.
Второй самолёт, оснащённый двигателями Вестингауз J-46 (тяга не форсаже - 2720 кгс) также показал неудовлетворительные характеристики. Скорость звука была незначительно превышена лишь в пологом пикировании. В ходе испытаний 4 ноября 1954 произошла катастрофа: прототип с бортовым номером 135762 во время демонстрационного полёта перед представителями прессы разрушился в воздухе над заливом Сан-Диего: во время полёта на небольшой высоте со скоростью 900 км/час началась сильная раскачка в вертикальной плоскости, из-за чего самолёт разломился на части. Лётчик-испытатель Чарльз Ричбург (Charles E. Richbourg) не смог катапультироваться и погиб. Причиной случившегося сочли резонансные колебания, возникшие в результате случайной раскачки самолёта пилотом, управлявшим рулями с помощью ещё несовершенной бустерной системы необратимого типа.
Ещё до окончания цикла испытаний флот потерял интерес к самолётам столь экзотической схемы, в частности, были решены проблемы эксплуатации сверхзвуковых самолётов с авианосца. Появились альтернативные способы доставки, поскольку термоядерные бомбы стали весить менее 2,5 тонн, удалось реализовать запуск ракет «Поларис» из подводного положения. Заказ на серийное производство был аннулирован, программа свёрнута.

## Технические характеристики (расчётные)
- Экипаж: 1
- Длина: 16 м
- Размах крыла: 10,3 м
- Вес (пустой): 5730 кг
- Вес (максимальный взлётный) 9750 кг
- Силовая установка: 2×ТРД Westinghouse J46-WE-2, тягой 27 кН каждый
- Максимальная скорость: 1325 км/ч
- Дальность: 826 км
- Практический потолок: 16 700 м